# Droga nr 1 (Islandia)
Droga 1 (isl. Þjóðvegur 1, Hringvegur) – główna droga Islandii, okrążająca wyspę i łącząca różne części kraju. Całkowita długość wynosi 1323 km. Większość nawierzchni wykonana jest z asfaltu, lecz część (gł. na wschodzie) ze żwiru.
Droga ta jest bardzo popularna wśród turystów, którzy głównie objeżdżają całą wyspę w celu zobaczenia najatrakcyjniejszych miejsc.
Zakończenie budowy nastąpiło w roku 1974, podczas otwarcia mostu nad rzeką Skeiðará w południowej części wyspy.

## Ważniejsze miejscowości leżące przy drodze 1
(od Reykjavíku w kierunku północnym)
- Reykjavík
- Borgarnes
- Blönduós
- Varmahlíð
- Akureyri
- Egilsstaðir
- Breiðdalsvík
- Djúpivogur
- Höfn
- Kirkjubæjarklaustur
- Vík í Mýrdal
- Skógar
- Hvolsvöllur
- Hella
- Selfoss
- Hveragerði